# Gerhard Wehr
Gerhard Wehr (Schweinfurt, 26 settembre 1931 – Schwarzenbruck, 22 aprile 2015) è stato un teologo tedesco.

## Biografia
È stato un teologo evangelista e famoso studioso di storia delle religioni e delle idee. Si è interessato molto agli studi esoterici e, in particolare, a quelli cristiani. È anche stato autore di numerosi scritti, tra cui molte biografie  (per esempio: C.G. Jung, R. Steiner, Martin Buber e K. Dürckheim). Ha curato un'edizione completa delle opere di Jakob Böhme e anche una raccolta di testi dei RosaCroce. Formatosi come diacono, in seguito,  è stato nominato redattore,  ha scritto libri di saggistica di psicologia del profondo (in particolare quelli di psicologia analitica) e argomenti esoterici che miravano alla mistica cristiana. La sua carriera professionale è iniziata con il lavoro sociale in chiesa e con l'educazione degli adulti. Dal 1971 al 1990 ha ricevuto un incarico d'insegnamento presso la scuola per la formazione dei diaconi di Rummelsberg (in Baviera). Ha poi vissuto come scrittore freelance nel comune di Schwarzenbruck. È stato membro di numerose società professionali e, per il suo lavoro teologico e giornalistico, è stato anche nominato da Augustana-Hochschule Neuendettelsau  "dottore in teologia honoris causa". Una delle sue principali preoccupazioni in ambito lavorativo è stata sempre quella di riuscire a mediare tra le diverse discipline, denominazioni e filosofie. Questa preoccupazione si è manifestata costantemente nel suo operato. Proprio per questo motivo, Wehr ha pubblicato i suoi lavori sia con editori orientati verso l'antroposofia (Novalis, Verlag Urachhaus) sia con la Casa Editrice del Collegio tedesca di Psicologia Transpersonale, Via Nova. In secondo luogo, ha mantenuto sempre i contatti con le tradizionali denominazioni cristiane e i suoi libri sono stati pubblicati sia da editori di orientamento luterano sia di orientamento cattolico romano. Il suo contributo si è arricchito con articoli pubblicati dalla rivista cattolica di sinistra Ecumenically Publik-Forum e dalla rivista nazionale Swedenborg, in Germania.
| Controllo di autorità | VIAF (EN) 266842311 · ISNI (EN) 0000 0000 8112 9973 · LCCN (EN) n50020939 · GND (DE) 115623957 · BNE (ES) XX893013 (data) · BNF (FR) cb11928985w (data) · J9U (EN, HE) 987007269865705171 · NDL (EN, JA) 00460426 · CONOR.SI (SL) 42071651 |